# Marathon masculin aux championnats du monde d'athlétisme 1993
Navigation
Tokyo 1991 Göteborg 1995
L'épreuve du marathon masculin des championnats du monde d'athlétisme 1993 s'est déroulée le 14 août 1993 dans les rues de Stuttgart, en Allemagne, avec une arrivée au Gottlieb Daimler Stadion. Elle est remportée par l'Américain Mark Plaatjes.

## Résultats
| Rang               | Athlète             | Pays         | Temps           | Notes |
| ------------------ | ------------------- | ------------ | --------------- | ----- |
| Médaille d'or      | Mark Plaatjes       | États-Unis   | 2 h 13 min 57 s |       |
| Médaille d'argent  | Luketz Swartbooi    | Namibie      | 2 h 14 min 11 s |       |
| Médaille de bronze | Bert van Vlaanderen | Pays-Bas     | 2 h 15 min 12 s |       |
| 4                  | Kim Jae-ryong       | Corée du Sud | 2 h 17 min 14 s |       |
| 5                  | Tadao Uchikoshi     | Japon        | 2 h 17 min 54 s |       |
| 6                  | Konrad Dobler       | Allemagne    | 2 h 18 min 28 s |       |
| 7                  | Boniface Merande    | Kenya        | 2 h 18 min 52 s |       |
| 8                  | Aleksey Zhelonkin   | Russie       | 2 h 18 min 52 s |       |
| 9                  | Tahar Mansouri      | Tunisie      | 2 h 18 min 54 s |       |
| 10                 | Peter Maher         | Canada       | 2 h 19 min 26 s |       |
| 11                 | Simon Robert Naali  | Tanzanie     | 2 h 19 min 30 s |       |
| 12                 | Kurt Stenzel        | Allemagne    | 2 h 19 min 53 s |       |
| 13                 | Steve Jones         | Royaume-Uni  | 2 h 20 min 04 s |       |
| 14                 | Chang Ki-Shik       | Corée du Sud | 2 h 20 min 40 s |       |
| 15                 | Said Ermili         | Maroc        | 2 h 22 min 17 s |       |
| 16                 | Hitoshi Saotome     | Japon        | 2 h 22 min 17 s |       |
| 17                 | Elphas Ginindza     | Swaziland    | 2 h 23 min 00 s |       |
| 18                 | Cihangir Demirel    | Turquie      | 2 h 23 min 02 s |       |
| 19                 | Mirko Vindiš        | Slovénie     | 2 h 23 min 31 s |       |
| 20                 | Mukhamet Nazipov    | Russie       | 2 h 24 min 07 s |       |

## Légende
Records et Performances
- AR : Record continental (area record)
- CR : Record des championnats (championship record)
- MR : Record du meeting (meet record)
- NR : Record national (national record)
- OR : Record olympique (olympic record)
- PR : Record paralympique (paralympic record)
- PB : Record personnel (personal best)
- SB : Meilleure performance personnelle de la saison (season's best)
- WL : Meilleure performance mondiale de l'année (world leader)
- WJR : Record du monde junior (world junior record)
- WR : Record du monde (world record)

Circonstances et Conditions
- DNF : N'a pas terminé (did not finish)
- DNS : N'a pas pris le départ (did not start)
- DQ : Disqualification (disqualification)
- NM : Aucun essai valable enregistré (No Mark)
- Q : Qualifié « directement » au prochain tour (ou à la prochaine compétition), lors d'une compétition majeure, grâce au classement ou à la réalisation des minima (automatic qualifier)
- q : Qualifié au prochain tour (ou à la prochaine compétition), lors d'une compétition majeure, grâce au repêchage ou à la réalisation de l'une des meilleures performances parmi celles des « non qualifiés directement » (grâce au meilleur temps ou à la meilleure distance par exemple) (secondary qualifier)